# Ilybius confusus
Ilybius confusus är en skalbaggsart som beskrevs av Aubé 1838. Ilybius confusus ingår i släktet Ilybius och familjen dykare. Inga underarter finns listade i Catalogue of Life.